# Grabowno Wielkie
Grabowno Wielkie est une localité polonaise de la gmina de Twardogóra, située dans le powiat d'Oleśnica en voïvodie de Basse-Silésie.